# Jevgeni Schwartz

Jevgeni Schwartz

Jevgeni Lvovitsj Schwartz (ook wel Jevgeni Schwarz) (Russisch: Евгений Львович Шварц) (Kazan, 21 oktober 1896 - Leningrad, 15 januari 1958) was een Russisch schrijver van voornamelijk toneelstukken. Hij was van Joodse afkomst. Hij is vooral bekend geworden door politieke satires vermomd als sprookjes voor theater te schrijven.
Zijn bekendste werken zijn De naakte koning (1933), De schaduw (Тень, 1940) en De draak (Дракон, 1943). De draak is een politieke satire, die onder Stalin toegestaan werd als anti-fascistisch toneelstuk. Na de dood van Stalin werd het werk als subversief beschouwd en niet meer opgevoerd in de Sovjet-Unie, waardoor het relatief onbekend is gebleven.
Schwartz werd begraven op de Bogoslovskoje-begraafplaats.